# Marcos Kremer
Marcos Kremer (* 30. července 1997 Concordia) je argentinský ragbista hrající za francouzský Clermont a argentinskou reprezentaci. Jeho pozice jsou rváček a druhořadník. V roce 2019 s argentinským týmem Jaguares podlehl ve finále Super Rugby novozélandskému týmu Crusaders. První zápas v Super Rugby odehrál v roce 2016.
Zúčastnil se MS 2019 a MS 2023. Na svém druhém mistrovství světa dokázal provést dohromady 92 skládek a stal se nejčastěji skládajícím hráčem v historii jednoho světového šampionátu. Nastoupil v základu za Argentinu v zápase, ve kterém jeho země poprvé v historii v roce 2020 porazila Nový Zéland. V roce 2016 obsadil s Argentinou na MS do 20 let třetí místo.